# Ernest de Sélincourt

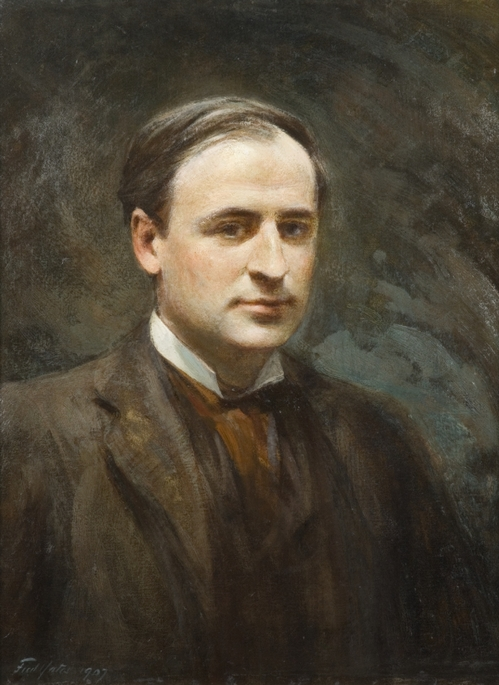
Ernest de Sélincourt, zoals gezien door Frederic Yates

Ernest de Sélincourt (1870-1943) was een Brits letterkundige die werken van William Wordsworth en Dorothy Wordsworth uitgaf.
In maart 1917 tijdens de Eerste Wereldoorlog trok hij met de YMCA als hoogleraar naar Frankrijk.
Van 1928 tot 1933 was hij Oxford Professor of Poetry en lid van University College, Oxford. Daarna werd hij professor Engels aan de University of Birmingham.

## Uitgaven
- The Poetical Works of Edmund Spenser, drie boeken, 1910
- English poets and the national ideal, vier lezingen, 1915
- The Poems of John Keats, 1920
- Guide to the Lakes door William Wordsworth, 1926
- The Prelude, or Growth of a Poet's Mind door William Wordsworth, 1928
- Journals of Dorothy Wordsworth 1933
- Dorothy Wordsworth 1933
- Oxford Lectures on Poetry 1934
- The Letters of William and Dorothy Wordsworth zes boeken, 1935 - 1939
- Recollections of a Tour Made in Scotland, A. D. 1803 door Dorothy Wordsworth, 1941